# Ongijn Chijd
Ongijn Chijd (mon. Онгийн Xийд) – klasztor buddyjski położony w granicach ajmaku środkowogobijskiego w Mongolii, ufundowany w 1660 roku.
Składał się z dwóch części: południowej (starszej, w jej skład wchodziło 11 świątyń) i północnej (założonej w XVIII wieku, z 17 świątyniami). W klasztorze mieszkało ponad tysiąc mnichów, mieściły się w nim cztery wydziały, w których kształcili się adepci buddyzmu. 
W 1905 roku na kilka dni zatrzymał się tu Dalajlama XIII, który wracał z Urgi do Tybetu.
W 1939 roku klasztor uległ zniszczeniu, do jego odbudowy przystąpiono na początku lat dziewięćdziesiątych XX wieku. Obecnie mieszka tu kilkunastu mnichów.